# 游有倫
游有倫（1598年—1670年），字明上，號碧岑，南直隶徽州府婺源县济溪人，明末清初官员。

## 生平
性刚直不阿，中崇祯六年（1636年）癸酉科應天乡试舉人，十三年（1640年）庚辰科進士，户部观政，授行人司行人，册封桂藩。值国步板荡，廷议以伦望重可藉，以宏济时艰，合疏特荐，考选江西道御史，督理九库，巡视西城，涤弊釐奸。
南京弘光立，马士英、阮大铖柄政，畏伦骨鲠，阴啖以利，伦叹曰：吾岂可丧廉耻以邀宠禄，负国恩而羞家学乎！随连疏纠执政诸不法事，马、阮衔之，乃遣巡按广西兼理湖南盐法。会时事日非，伦知一木难支，遂挂冠归。
清初诏求山林耆旧，当道以伦姓名首推，伦一意养亲，坚卧不出，郡邑式庐造请，罕有见其面者，惟日与弟宏祖敦天伦欢，且聚族内知名士，鼓励之。或亲族有义举，辄割圭田以佐其费。先是伦生之年，济水忽中分，腾躍高数丈，乡人传为水啸，迨伦登贤书，及没之年，水复如是，非偶然也。康熙九年卒，所著有《易义真诠》、《西台奏议》、《承恩堂家训》、文集若干卷藏于家。